# Zupus (cràter)
Zupus són les restes inundats de lava d'un cràter d'impacte de la Lluna. Està situat al sud-oest de l'Oceanus Procellarum, al nord-oest del Mare Humorum. A nord-nord-est hi ha el cràter també inundat de lava Billy, i una certa distància a sud-est es troba Mersenius. Un sistema de febles esquerdes anomentat Rimae Zupus es troba a nord-oest, seguint un curs cap al nord-nord-oest, cap a la mar lunar.

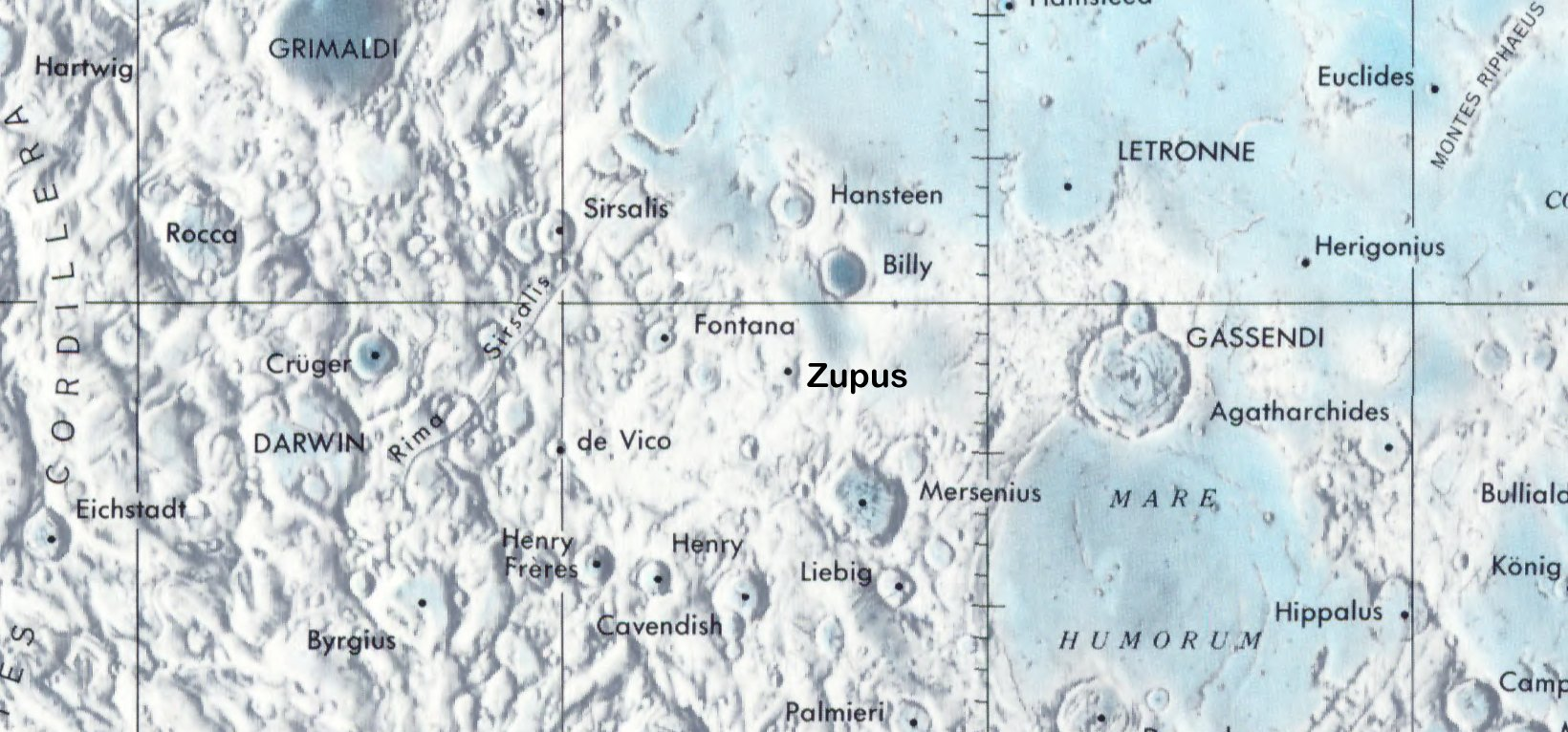
Localització de Zupus (centre de la imatge)
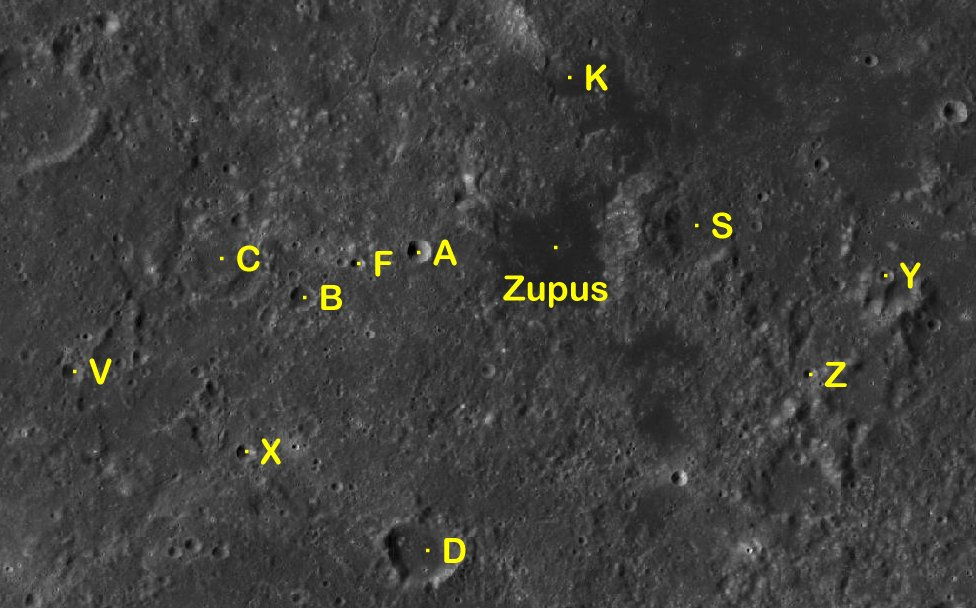
Cràters satèl·lit

Poc queda de la formació original, i la vora és baixa i de contorn irregular, donant a Zupus l'aparença d'una vall. Aquest vora puja a una alçada màxima de 1,3 km per sobre de la base. El cràter Zupus S envaeix la vora oriental. Un feble cràter palimpsest jeu sobre la mare cap al nord-est. La lava basàltica que cobreix el sòl de Zupus té un to més fosc que el terreny circumdant, de manera que és relativament fàcil de localitzar.

## Cràters satèl·lit
Per convenció aquests elements són identificats en els mapes lunars posant la lletra en el costat del punt central del cràter que està més proper a Zupus.
| Zupus | Coordenades                          | Diàmetre |
| ----- | ------------------------------------ | -------- |
| A     | 17° 12′ S, 53° 30′ O / 17.2°S,53.5°O | 6 km     |
| B     | 17° 36′ S, 54° 18′ O / 17.6°S,54.3°O | 6 km     |
| C     | 17° 18′ S, 55° 06′ O / 17.3°S,55.1°O | 19 km    |
| D     | 19° 42′ S, 53° 24′ O / 19.7°S,53.4°O | 17 km    |
| F     | 17° 18′ S, 54° 00′ O / 17.3°S,54.0°O | 4 km     |
| K     | 15° 42′ S, 52° 06′ O / 15.7°S,52.1°O | 17 km    |
| S     | 17° 00′ S, 51° 18′ O / 17.0°S,51.3°O | 24 km    |
| V     | 18° 12′ S, 56° 18′ O / 18.2°S,56.3°O | 4 km     |
| X     | 18° 54′ S, 54° 54′ O / 18.9°S,54.9°O | 5 km     |
| Y     | 17° 24′ S, 49° 36′ O / 17.4°S,49.6°O | 2 km     |
| Z     | 18° 12′ S, 50° 06′ O / 18.2°S,50.1°O | 3 km     |